# Dvorec (Ivančiná)

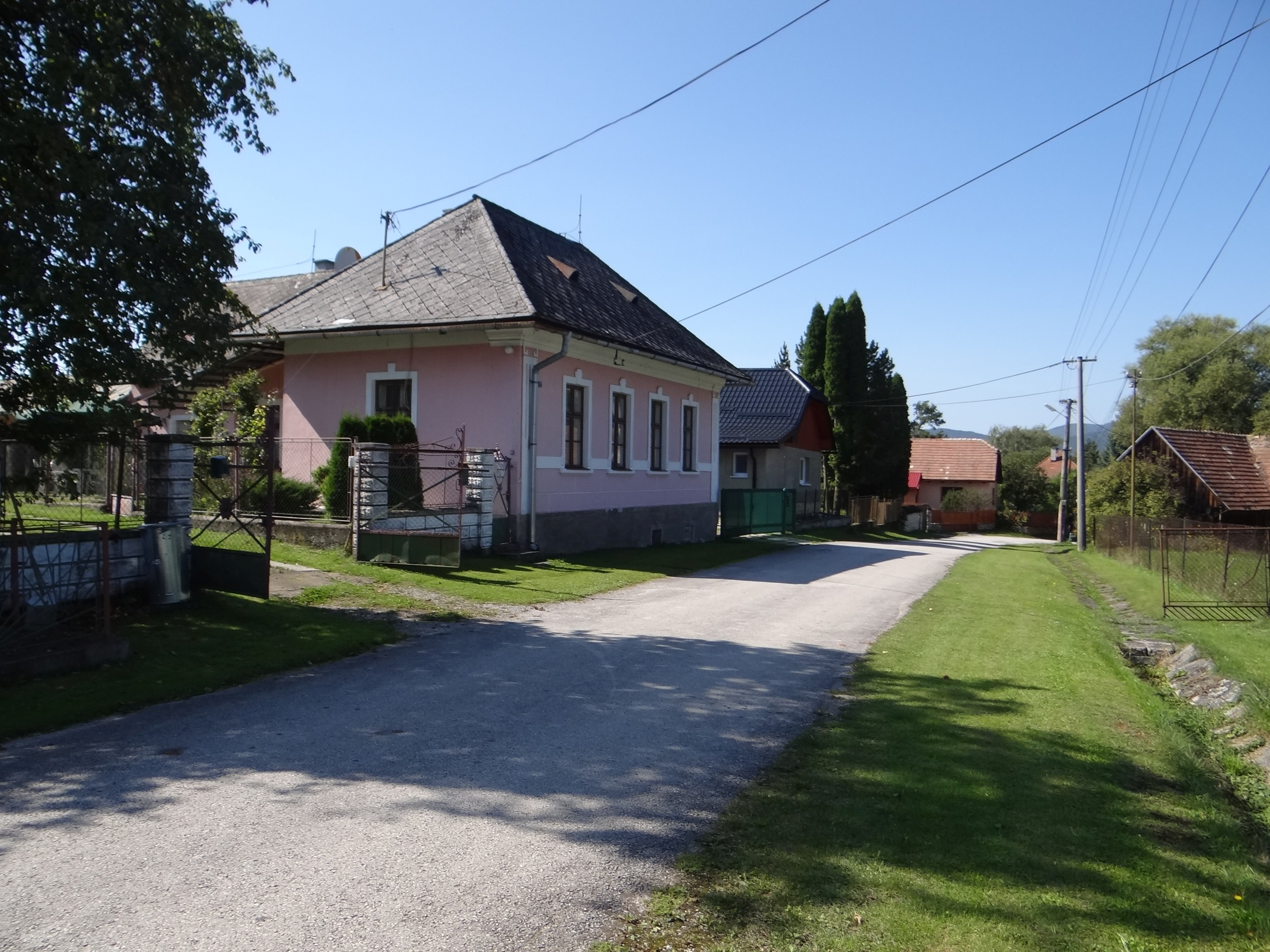

Dvorec – dawniej samodzielna wieś, od 1991 roku część wsi Ivančiná w powiecie Turčianske Teplice, kraju żylińskim, w północno-centralnej Słowacji. Znajduje się w Kotlinie Turczańskiej nad lewym brzegiem rzeki Turiec.
Zabudowania Dvorca położone są na średniej wysokości 465 m n.p.m. i ciągną się po obydwu stronach drogi opadającej do zalewowego terasu rzeki Turiec. Droga kończy się ślepo przy brodzie przez tę rzekę.
W Dvorcu znaleziono duże ilości miedzianych mieczy z epoki brązu. Osada została założona w 1381 roku przez niejakiego Blažeja Končka. Należała do rodziny Konček do XVIII wieku. Znajduje się w niej dwór rodziny Konček i kilka zachowanych drewnianych domów. W 1952 roku założono tu rolniczą spółdzielnię produkcyjną.